# Julia Angwin
Julia Angwin es una periodista de investigación, autora y empresaria estadounidense. Fue cofundadora y editora en jefe de The Markup, una sala de redacción sin fines de lucro que investiga el impacto de la tecnología en la sociedad. Fue reportera en la oficina de Nueva York de The Wall Street Journal entre 2000 y 2013, período durante el cual formó parte de un equipo que ganó el Premio Pulitzer de periodismo.  Trabajó como reportera senior en ProPublica desde 2014 hasta abril de 2018, período durante el cual fue finalista del Premio Pulitzer.  
Angwin es autora de dos libros de no ficción: Stealing MySpace: The Battle to Control the Most Popular Website in America (2009) y Dragnet Nation (2014). 

## Primeros años de vida y educación
Julia Angwin nació en Champaign, Illinois, de padres profesores universitarios que se mudaron a Silicon Valley en 1974 para trabajar en la emergente industria de las computadoras personales. Creció en Palo Alto, donde aprendió a codificar en quinto grado.  Durante los veranos, trabajó en el Centro de demostración de Hewlett-Packard en Cupertino.  Angwin se graduó de la Universidad de Chicago en 1992 con una licenciatura en matemáticas.  Fue nombrada becaria Knight-Bagehot en la Escuela de Periodismo de Columbia en 1998.  Luego completó su MBA en la Universidad de Columbia con una concentración en contabilidad en 1999. 

## Carrera profesional

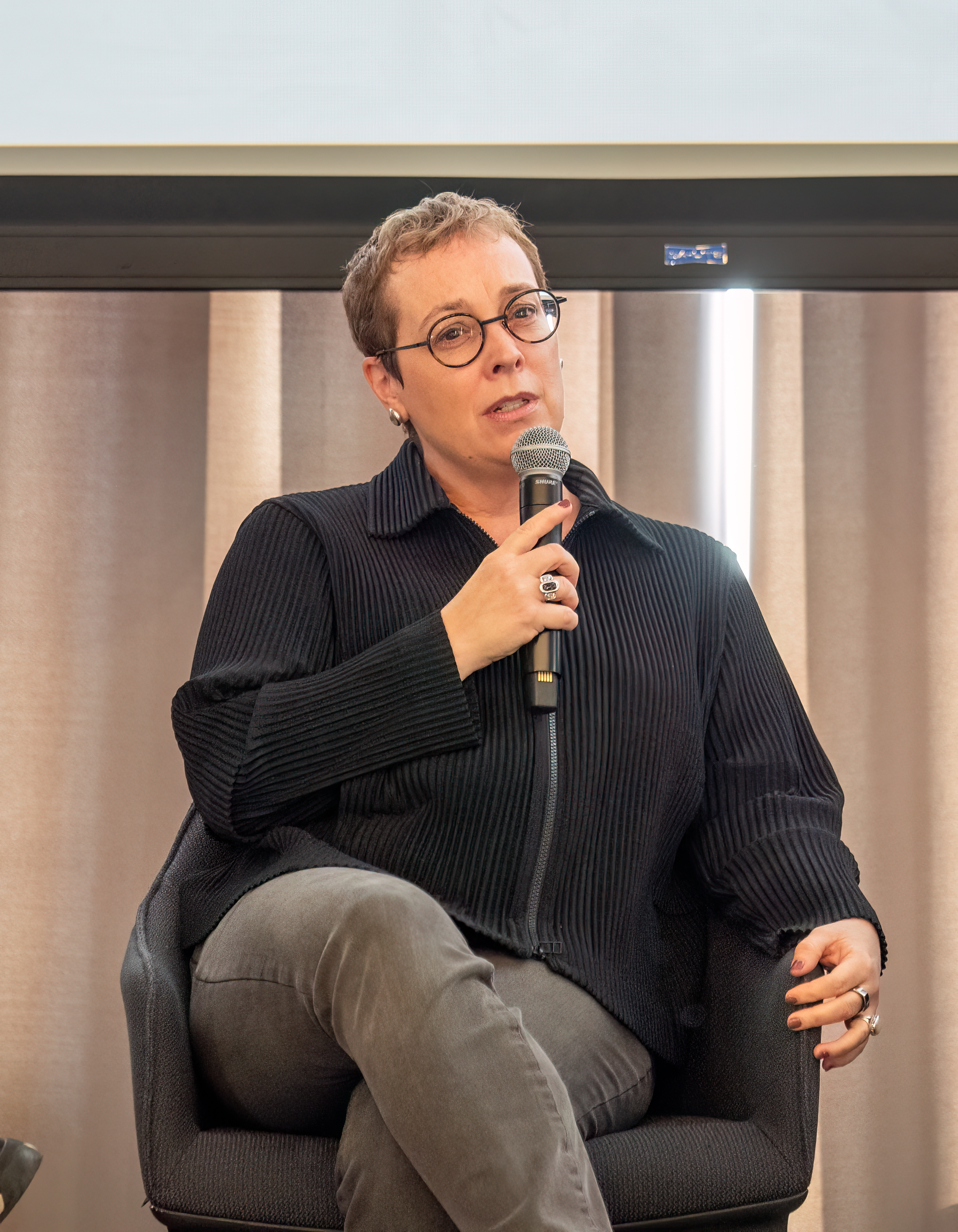
Angwin hablando en un evento de Wikipedia en la Escuela de Periodismo de Columbia en 2024

Angwin empezó su carrera en periodismo como estudiante en la Universidad de Chicago, donde trabajó como redactora jefe del periódico universitario, The Chicago Maroon, entre 1991 y 1992.  Después de graduarse, se mudó a California, donde trabajó brevemente como escritora de negocios para el Contra Costa Times .  Después de eso se mudó a Washington D. C. para trabajar como reportera para States News Service, y cubrir el Congreso para periódicos regionales. 
En 1996 se unió al San Francisco Chronicle como periodista de tecnología, donde su cobertura de la industria del software incluyó varios reportajes sobre la demanda del Departamento de Justicia contra Microsoft.  También dirigió una investigación que reveló el escaso numero de negros y latinos empleados en empresas de Silicon Valley y que muchas de las más importantes empresas tecnológicas habían sido citadas por el Departamento de Trabajo de Estados Unidos por violaciones de la discriminación positiva. 
En 2000, The Wall Street Journal la contrató como periodista para cubrir temas de negocios y tecnología en su oficina de Nueva York. Durante sus 13 años allí, Angwin publicó artículos y dirigió investigaciones importantes exponiendo numerosos hechos sobre el creciente sector tecnológico. 
El 23 de noviembre de 2009, Angwin y Geoffrey A. Fowler publicaron un artículo titulado "Los voluntarios abandonan mientras que Wikipedia envejece", que trataba sobre el «número sin precedentes de los millones» de editores de Wikipedia que estaban abandonando la página. 
Entre 2010 y 2013, Anwing dirigió un equipo de investigación que publicó la innovadora serie "What They Know" del Wall Street Journal, que expuso cómo se estaba mermando la privacidad sin que la mayoría de las personas supieran lo que estaba sucediendo. 
En 2014, Angwin dejó The Wall Street Journal para unirse a la sala de redacción de investigación sin fines de lucro ProPublica como reportera veterana y periodista de investigación. En 2016, Angwin fue la autora principal de un artículo que reveló el sesgo de las máquinas contra las personas negras en la evaluación del riesgo criminal que utilizó sistemas de aprendizaje automático . 
En un artículo de 2016 titulado "Google ha eliminado silenciosamente la prohibición del seguimiento web de identificación personal", Angwin reveló que Google había cambiado su política de privacidad permitiéndole fusionar la información de identificación personal de los usuarios. Tras la publicación de su artículo, Google anunció que esto impedía la segmentación publicitaria a través de palabras clave de Gmail . 
En abril de 2018, Angwin y Jeff Larson dejaron ProPublica para fundar The Markup, descrita en su sitio web como una "redacción no partidista y sin fines de lucro" que producirá "periodismo centrado en datos" para descubrir "los daños sociales de la tecnología".  A ellos se unieron Sue Gardner, como cofundadora, y varios miembros del personal de ProPublica.   NiemanLab, con sede en la Universidad de Harvard – describió a Angwin y Larson como un "equipo de periodistas y programadores" en ProPublica que descubrió historias como "cómo los algoritmos están sesgados". 
En apoyo a la misión The Markup de investigar la tecnología y su efecto en la sociedad, Craig Newmark destinó 20 millones de dólares a la publicación junto con donaciones filantrópicas de la Fundación John S. y James L. Knight, la Fundación Ford, la Fundación John D. y Catherine T. MacArthur, y la Iniciativa de Ética y Gobernanza de la Inteligencia Artificial, un proyecto conjunto del MIT Media Lab y el Centro Berkman-Klein para Internet y Sociedad de Harvard. 
En abril de 2019, fue despedida de The Markup .  Cinco de los siete miembros de la redacción dimitieron inmediatamente en su apoyo y más de 145 periodistas e investigadores firmaron una carta de apoyo.  En agosto, fue restituida en su puesto de redactora jefe y The Markup se reformó con el personal editorial original. 
En los meses siguientes, Angwin se unió a un nuevo equipo de liderazgo que incluía a la veterana de la radio pública Evelyn Larrubia, como editora en jefe, y a la abogada de libertad de expresión Nabiha Syed, como presidenta. The Markup comenzó a publicarse el 25 de febrero de 2020 con un equipo de 17 periodistas, editores e ingenieros.  Desde su lanzamiento, el sitio ha publicado numerosas investigaciones que examinan cuestiones como la privacidad de los datos, la desinformación y el sesgo algorítmico, y el papel que desempeñan las plataformas más poderosas de Internet para facilitar esos daños. Además, ha desarrollado y lanzado sofisticadas herramientas forenses personalizadas para investigar cuestiones que de otro modo permanecerían ocultas, entre ellas Blacklight, un inspector de privacidad, y Citizen Browser, un proyecto para inspeccionar los algoritmos de Facebook. 
En 2022, Angwin fue reemplazado por Sisi Wei como editora jefe. 
En febrero de 2023, Angwin abandonó The Markup . 

## Libros
Angwin es la autora de Stealing MySpace: The Battle to Control the Most Popular Website in America  y Dragnet Nation. En su "Sunday Book Review" del New York Times sobre Stealing MySpace, Michael Agger describió la "meticulosamente" detallada descripción de Angwin de la compra de MySpace por parte de Rupert Murdoch en 2005 a Intermix Media, a pesar de la competencia de News Corp y Viacom, como "tan granular que pasa de aburrida a surrealista".  Scott Rosenberg, del Washington Post, comparó Stealing MySpace con There Must be a Pony in Here Somewhere: The AOL Time Warner debacle and the quest for the digital future de Kara Swisher .   The Economist,  Kirkus Reviews,  y Los Angeles Times dieron críticas favorables a Dragnet Nation . 
En una entrevista de 2014 con Bill Moyers sobre Dragnet Nation, Angwin describió a los periodistas como "los principales objetivos del espionaje en Internet" y "el canario en la mina de carbón" de la privacidad en Internet, los primeros en sentir el "impacto de la vigilancia total". Dijo que, como "guardianes de la democracia", los periodistas necesitan proteger sus fuentes.  En una entrevista de 2014 con Neha Sharma de Kirkus Reviews, Angwin dijo que se había dado cuenta del robo de datos mientras investigaba Stealing MySpace . Para proteger su propio contenido digital, comenzó a utilizar Tails . 

## Premios
En 2003, Angwin fue uno de los periodistas del Wall Street Journal cuyos reportajes sobre la historia y el impacto de los escándalos corporativos en los Estados Unidos fueron reconocidos con un Premio Pulitzer de Informes Explicativos .
Compartió el premio Gerald Loeb 2011 a la Iniciativa Empresarial en Línea por el relato "Lo que saben". 
En 2017, Angwin recibió un premio Scripps Howard a la Innovación Digital junto con cuatro compañeros de ProPublica por su serie de investigación titulada Machine Bias, que examinó cómo los algoritmos generados por computadora utilizados para predecir la criminalidad perpetúan los prejuicios raciales  Angwin se graduó de la Universidad de Chicago en 1992 con una licenciatura en matemáticas. 
En 2018, el trabajo de Angwin y su equipo en su serie “Automatizando el odio” en ProPublica ganó el Premio Loeb por reportajes especializados. Esa serie descubrió pautas secretas utilizadas por Facebook para distinguir de manera inconsistente entre el discurso de odio y la expresión política. 
Compartió el premio Gerald Loeb 2018 de periodismo de investigación por el artículo "Automatizando el odio". 

## Familia
Angwin vive en Nueva York con su marido y sus dos hijos. Su hija puso en marcha un negocio de criptografía cuando era estudiante de secundaria llamado Diceware Passwords, centrado en la venta de contraseñas seguras escritas a mano.